# لور مغيزل
لور مغيزل ، (ولدت: لور نصر) (21 أبريل 1929 - 1997)، محامية وناشطة لبنانية في حقوق المرأة في لبنان والعالم العربي. نجحت في تعديل عديد القوانين اللبنانية التي تشمل بنودا فيها تمييز ضد المرأة.

## النشأة والمسيرة
ولدت لور نصر في حاصبيا في لبنان. أبوها هو العقيد نسيب سليم نصر المفتش العام في قوات الدرك اللبناني وأمها هي لبيبة صعب. درست المرحلة الابتدائية في مدرسة راهبات القلبين الأقدسين الداخلية في جونية ثم توجهت لمدرسة الجامعة الوطنية في عاليه. تحصلت على شهادة في القانون من جامعة القديس يوسف في بيروت وشهادة في القانون الفرنسي من جامعة ليون. عملت على إلغاء البنود التي فيها تمييز ضد المرأة في القوانين اللبنانية. وشغلت عدة مناصب حقوقية منها عضوة في لجنة الأمم المتحدة لحقوق الإنسان وعضوة مؤسسة في «لجنة النساء اللبنانيات القانونيات» وعضوة مؤسسة في «اللجنة الوطنية لتعديل القانون الجنائي اللبناني» وعضوة في «اللجنة الاستشارية للنساء العرب والتنمية» التابعة للمكتب الإقليمي لبرنامج الأمم المتحدة الإنمائي وعضوة في «لجنة اليونسكو الوطنية» وممثلة «المجلس الدولي للنساء» في اللجنة الاقتصادية والاجتماعية لغرب آسيا (أسكوا). وكانت أيضا نائب رئيس للمجلس الدولي للنساء ونائب رئيس الاتحاد العربي للنساء والرئيسة الفخرية للجمعية اللبنانية لحقوق الإنسان ورئيسة المجلس الوطني اللبناني للنساء والمستشارة القانونية للمجلس الدولي للنساء والمجلس الوطني اللبناني للنساء. أطلقت حركة اللاعنف وكانت المرجع القانوني لجمعية تنظيم الأسرة في لبنان. وهي أول من أوصى بتأسيس جهاز حكومي عالي المستوى يهتم بشؤون المرأة وعملت مقررة «لجنة الحريات العامة وحقوق الإنسان» لدى نقابة المحامين في بيروت. وشاركت في تأسيس «تجمع الباحثات اللبنانية». انتمت لحزب الكتائب وشاركت في تأسيس الحزب الديمقراطي الذي كانت عضوة فاعلة فيه. كتبت عدة كتب ومقالات حول حقوق الإنسان وقانون العمل وحقوق المرأة في القانون اللبناني وتشريعات عربية أخرى أصدر لبنان طابعا بريديا في 2014 فيه صورة لور مغيزل.

## مسيرتها السياسية ونشاطاتها

### مسيرتها المبكرة
أحرزت حقوق المرأة اللبنانية تقدمًا أوليًا بعد الاستقلال اللبناني عن الانتداب الفرنسي في عام 1943 من قبل مجموعتين مناصرتين رئيسيتين، وهما الاتحاد النسائي اللبناني واتحاد التضامن للمرأة المسيحية. ودُمج الاتحادان في عام 1952 تحت مسمى المجلس اللبناني للمرأة. وكانت مغيزل عضوًا في اتحاد التضامن للمرأة المسيحية والتي بقيت جزءًا من المجلس لاحقًا. ورغم اندلاع الحرب الأهلية اللبنانية تجمدت أجندة ناشطات للمجلس خلال الحرب، فاحتفظت بطموحاتها في حقوق المرأة المدنية في سبيل توفير خدمات الرعاية لضحايا الحرب مباشرةً. وحافظت مغيزل على التزامها بالحياة العامة والحفاظ على حقوق الإنسان في زمن الحرب من خلال العديد من الجهود المجتمعية.
البداية الفعلية لهذا كانت بمسيرة السلام في  6مارس، من كلية بيروت الجامعة (التي أصبح اسمها الآن الجامعة اللبنانية الأمريكية L.A.U)، إذ شكلت حركة لدعم مظاهرات اتحاد العمال جنبًا إلى جنب مع اثنين وعشرين شخصًا من مختلف البلدان إضافة إلى تنظيم الامتثال أمام البرلمان. وبدأت الحركة بحملة أخرى بعنوان «وثيقة السلام المدني» والتي جمعت 70 ألف توقيع من المواطنين اللبنانيين الذين كانوا ضد الحرب. ربما لم تساعد هذه الحركة في وقف الحرب، لكنها كما ذكرت مغيزل «لقد ساعدتنا في التغلب على الحرب» في مقابلتها مع هانيا عسيران في عام 1995.
لم تشارك النساء إلى حد كبير في الأعمال العدائية خلال الحرب، ليس لأنهن أقل عنفًا، بل بسبب غيابهن في كل من المحكمة والميليشيات (الجيوش الشعبية). ونتيجة لذلك، سعت النساء مثل لور مغيزل إلى إيجاد طرق بديلة للمساهمة في إعادة إعمار لبنان. وبالتالي برزت مغيزل في هذه الفترة من الحرب الأهلية بسبب دورها الهام في أغلب أنشطتها القانونية ودفاعها القاسي عن حقوق المرأة.

### النهج والنشاطات القانونية
اعتُبرت مغيزل متميزة عن غيرها من الناشطين المعاصرين، ويعود ذلك إلى الطريقة التي تعهدتها في النهوض بحقوق المرأة كجزء من الحملة الواسعة لدعم مؤسسة حقوق الإنسان في لبنان. وصفتها المؤلفة ريتا ستيفان: «اعتبرت لور مغيزل حقوق المرأة كمسألة معاملة عادلة ومتساوية لجميع المواطنين».
أخذت مغيزل تحديدًا خمسة نهج في إعداد قضايا المرأة في إطار الحقوق القانونية العامة. وتشمل هذه القضايا: الحقوق السياسية، والأهلية القانونية، والحقوق الاقتصادية، والاجتماعية، والحقوق بموجب قانون العقوبات، والحقوق بموجب قانون الأحوال الشخصية. واستثمارًا لشهادتها في القانون في اتباع هذا النهج، منح عملها المرأة حقوقًا قانونية جديدة خارج مجالات القضايا التقليدية المتمثلة بالرؤية العامة والحقوق المدنية التي أعطت الأولوية لها من قبل المجموعات النسائية السابقة.
كان لمغيزل دورًا محوريًا في تأسيس الجمعية للبنانية لحقوق الإنسان في عام 1985. وأُنجزت ذلك بالتعاون مع زوجها جوزيف مغيزل الذي كان محاميًا أيضًا. وتقدم الزوجان بأجندة حقوق الإنسان كممثلين قانونيين عن الجمعية، والتي أولت اهتمامًا خاصًا لاحتياجات المرأة اللبنانية في السياقين العام والخاص. وعمل الزوجان على إصلاح القوانين المهمة خلال المحاكم التي غالبًا ما تُهمل وبالتالي تؤثر على حياة النساء. وتراوحت هذه القوانين بين الحقوق في المعاملات التجارية وامتيازات الخدمة الاجتماعية. (توجد قائمة كاملة بالإنجازات أدنى هذا البند).
امتد عمل مغيزل لاحقًا إلى ما بعد القوانين الوطنية التي تؤثر على المرأة لدعم تنفيذ المعاهدات الدولية في لبنان. وعملت عن كثب مع الجمعية اللبنانية لحقوق الإنسان في عام 1990 للضغط على الحكومة لإقرار تبني البند الدستوري الذي يعيد التزام الأمة بدعم الإعلان العالمي لحقوق الإنسان، والذي اعتُمد تقنيًا من قبل الحكومة اللبنانية في عام 1948.
وقد وضع البند سابقة قضائية أساسية في لبنان مفادها أن المعايير الإنسانية الدولية يجب أن تحل محل القانون الوطني. ومهدت هذه السابقة الطريق لاحقًا عندما تبنت الحكومة اللبنانية اتفاقية القضاء على جميع أشكال التمييز ضد المرأة (CEDAW) في عام 1996. ووُقعت الاتفاقية الدولية لحقوق المرأة «اتفاقية القضاء على جميع أشكال التمييز ضد المرأة ((CEDAW» عمليًا من قبل 114 دولة من بينها خمس دول عربية، ومع مرور الوقت اكتسبت هذه الاتفاقية زخمًا في لبنان. واعتُبرت ممارسة الضغط بهدف تبني اتفاقية القضاء على جميع أشكال التمييز ضد المرأة في لبنان إحدى المساهمات الكبرى للزوجين مغيزل في مجال حقوق الإنسان والمرأة.

## الإنجازات
تحتوي القائمة التالية على التسلسل الزمني للتطورات في حقوق المرأة اللبنانية المرتبطة بعمل لور مغيزل:
- في عام 1983، حق البيع والشراء لوسائل تحديد لنسل بشكل قانوني.
- في عام 1987، حق الحصول على استحقاقات التقاعد، وتحديد السن التقاعدي المؤسسي العادل عند عمر 64 سنة للرجال والنساء (وقد كانت النساء مطالبات بالتقاعد قبل خمس سنوات من نظرائهن الذكور في سن 55 و60 من العمر متسمًا بالاحترام)، ستيفان 116، 123.
- في عام 1990، البند الدستوري الذي يعزز الالتزام اللبناني بدعم الإعلان العالمي لحقوق الإنسان UDHR.
- في عام 1993، حق المرأة في الشهادة القانونية في العقود العقارية.
- في عام 1994، حق المرأة المتزوجة في ممارسة التجارة و/أو فتح عمل تجاري دون موافقة أزواجهن. (ستيفان 116،123).
- في عام 1995، حق المرأة في المجال الدبلوماسي في الحفاظ على الجنسية اللبنانية والوظائف المدنية في حالة الزواج من زوج أجنبي. (ستيفان 116،123).
- في عام 1995، حق المرأة في الحصول على تأمين على الحياة (بما في ذلك النساء المتزوجات). (ستيفان 124).
- في عام 1996، إقرار تبني اتفاقية القضاء على جميع أشكال التميز ضد المرأة CEDAW.[6]

## حياتها الشخصية
قابلت لور مغيزل زوجها جوزيف عندما كانا طالبين في جامعة القديس يوسف في بيروت في لبنان. وقد التقيا خلال مظاهرة طلابية وطنية تنذر ببداية حياتهما ومسيرتهما المهنية معًا. كانت لور وجوزيف من المسيحيين الكاثوليك وتزوجا في عام 1953. وكان لديهم 5 أطفال: ندى وفادي وجنى وأمل وناجي، الذين وصفوها بأنها «أم مخلصة جدًا». وأوضحت لور في مقابلة لها بأنها تستمتع كثيرًا بالعودة إلى منزلها من العمل «تخلع بدلتها لتلبس بعض الملابس العادية، ثم تلعب مع الأطفال، وتحممهم، وتساعدهم في واجباتهم المدرسية» (لا تيف 206). وتصف الابنة ندى مغيزل نصر والدتها بأنها الشخص الذي يفعل كل شيء: إذ كانت في الوقت ذاته ربة منزل؛ تقوم بطهي الطعم لأطفالها وتنظيفهم وترتيبهم، وداعية ناجحة جدًا ضد عدم المساواة الاجتماعية والسياسية.
أنشأت مغيزل لعائلتها بيئة منزلية، إذ كانت تشجع الحوار المفتوح واحترام الآراء. وأوضحت ندى إحدى بناتها أهمية دور الأم لور في تعريف أطفالها بالأدب والفنون، لذا كانت تقرأ لهم الشعر قبل النوم في الكثير من الأحيان. وقد وُلد ابنها الأصغر ناجي مغيزل مصابًا بمتلازمة داون، وكان أحد الأسباب التي جعلت لور وجوزيف منخرطين في حركات دعم المعاقين.
تلقت إحدى بناتها جنى مغيزل تعليمها كلغوية في جامعة السوربون، وكانت مؤلفة تُنشر أعمالها. وقد أتت لزيارة والديها في بيروت بمناسبة عيد الميلاد في عام 1986 خلال الحرب الأهلية اللبنانية. والتي كانت واحدة من العديد من الضحايا الأبرياء الذين قتلوا خلال هذا الصراع. وقُتلت جنى في عمر 28 عامًا على درج مبنى والديها السكني الواقع على الخط الفاصل بين شرق وغرب بيروت (الخط الأخضر). وكرّس الزوجان مغيزل نفسيهما بشكل أعمق لعملهما بعد وفاة ابنتهما. وقالت لور ذات مرة إنها لا يمكن أن تغفر لأي شخص شارك في الحرب و «إن أولئك اللبنانيين قتلوا أطفالنا». وكانت مغيزل ترتدي اللون الأسود طوال حياتها حدادًا على وفاة جنى.
توفي جوزيف مغيزل بعد 42 عامًا من الزواج في عام 1995، وأصبحت لور أرملة. وتوفيت في منزلها بعد معاناتها لمدة عامين من المرض في 25 مايو من عام 1997 وكانت تبلغ 68 عامًا من عمرها.

## الأوسمة والتكريم
إن عمل لور مغيزل في تأسيس الجمعية اللبنانية لحقوق الإنسان في عام 1985 يعتبر أكبر إنجاز قامت به في مسيرتها المهنية. إذ نجحت الجمعية في تسهيل إمكانية وصول حقوق الإنسان الأساسية إلى الشخص اللبناني العادي. نشرت الجمعية حقوق المرأة في لبنان من خلال وضع سوابق مؤثرة عبر نظام المحاكم، وخاصة في ما يتعلق بالأعمال. وكان اعتماد الحكومة اللبنانية على اتفاقية القضاء على جميع أشكال التمييز ضد المرأة إنجازًا عظيمًا آخر مرتبطًا باسم لور مغيزل.
بقيت عائلة لور مغيزل بارزة في المجتمع القانوني اللبناني، إذ تعمل ابنتها الدكتورة ندى مغيزل عميدة في جامعة القديس يوسف، ويعمل نجلها فادي مغيزل في إدارة مكتب المحاماة الذي كان لوالديه سابقًا. وسميت باسمها «ثانوية لور مغيزل الرسمية للبنات» في الأشرفية ببيروت.

## وصلات خارجية
- نصف قرن دفاعا عن حقوق المرأة في لبنان في نيل وفرات

## بيبليوغرافيا
- نساء في امرأة: سيرة لور مغيزل، إيمان شمص شقير